# Lucius Cornelius Scipio Asiaticus (Konsul 83 v. Chr.)
Lucius Cornelius Scipio Asiaticus (auch Asiagenes) war ein römischer Politiker der späten Republik.
Scipio war um 106 v. Chr. Münzmeister. Im Bundesgenossenkrieg 90 v. Chr. war er Legat und konnte in Verkleidung aus dem belagerten Aesernia entkommen. 88 v. Chr. wurde er als Nachfolger von Marcus Aemilius Scaurus in das Augurenkollegium aufgenommen. Spätestens 86 v. Chr. muss er Prätor gewesen sein. Vermutlich im folgenden Jahr (vielleicht aber auch schon einige Jahre früher) war Scipio Statthalter in Makedonien (vielleicht auch im Illyricum) und führte Krieg gegen illyrische und thrakische Stämme, darunter die Maider, die 85/84 nach Griechenland einfielen und das Heiligtum von Delphi plünderten.
83 v. Chr. wurde er Konsul. Als Sulla nach Italien zurückkehrte und der Bürgerkrieg ausbrach, kommandierte Scipio eine bei Teanum lagernde Armee, die Sulla aber für sich gewann. Scipio wurde zunächst gefangen genommen, jedoch bald wieder freigelassen. Er soll eine erfolglose Verschwörung gegen Sulla angezettelt haben und wurde deshalb proskribiert. Es gelang ihm aber, nach Massilia zu entkommen, wo er bald darauf starb.